# Castle Wolfenstein
Castle Wolfenstein is een computerspel ontwikkeld en uitgegeven door Muse Software voor de Apple II. Het stealthspel is uitgekomen in 1981. In latere jaren zijn er ports verschenen voor MS-DOS, de Commodore 64, Atari 400 en Atari 800.
Het spel was de directe inspiratiebron voor Wolfenstein 3D, een schietspel uitgebracht door id Software in 1992.

## Spel
In het spel moet de speler als gevangene proberen te ontsnappen uit kasteel Wolfenstein. De structuur en spelomgeving komen grotendeels overeen met een vroeg computerrollenspel (RPG).
Een belangrijk aspect van het spel is dat de speler door het level beweegt zonder opgemerkt te worden, het zogenaamde stealth-element. De speler kan vermommingen aantrekken om niet herkend te worden.
In het spel worden tevens gedigitaliseerde stemsamples gebruikt.

## Classificatie
In Duitsland werd het spel geclassificeerd voor 18 jaar en ouder. Het spel werd gezien als schadelijk voor minderjarigen en zou onder meer oorlog verheerlijken. Na 25 jaar werd deze leeftijdsclassificatie opgeheven.

## Beyond Castle Wolfenstein
Een vervolg van het spel werd in 1984 uitgebracht onder de titel Beyond Castle Wolfenstein. Het verscheen wederom voor de Apple II, Commodore 64, Atari en MS-DOS.
Naast dat de gameplay hetzelfde bleef, is het doel van het spel om een bom te vinden in de aanwezige kamers en deze dichtbij Hitler te brengen.